# Sam H. Ridgway
Sam Houston Ridgway (* 26. Juni 1936 in Bigfoot, Texas; † 10. Juli 2022 in San Diego, Kalifornien) war ein US-amerikanischer Tierarzt und Bioakustiker. Er galt als einer der Begründer der Tiermedizin für Meeressäuger, wobei sich ein Großteil seiner Arbeit auf die Gehörphysiologie und die Echoortung von Delfinen konzentrierte.

## Leben
Ridgway war der Sohn von Morris Shepard und Florence Lipscomb Ridgway. Er erwarb seinen Bachelor of Science im Jahr 1958 und seinen Doktor der Veterinärmedizin im Jahr 1960 an der Texas A&M University. Im selben Jahr wurde er als Veterinäroffizier in die United States Air Force aufgenommen und von Texas nach Kalifornien versetzt, wo er bald darauf an der Gründung des Marine Mammal Program (NMMP) der United States Navy in Point Mugu beteiligt war. In den 1960er Jahren leistete Ridgway gemeinsam mit dem Meeresbiologen Kenneth S. Norris Pionierarbeit auf dem Gebiet der Delfinanästhesie, der medizinischen Technologie und der Methoden zur Untersuchung trainierter Delfine, die frei im offenen Meer schwimmen. Im Jahr 1965 wurde seine Arbeit über das Tauchen von Meeressäugern für das Sealab II-Projekt der Navy genutzt. Auf Anregung von Captain George F. Bond, dem medizinischen Leiter des Sealab, begann Ridgway 1966 in Point Mugu mit Vorarbeiten über die Fähigkeit von Delfinen, menschliche Taucher zu erkennen. Diese Arbeit wurde nach Hawaii verlegt, wo Navy-Ausbilder und -Ingenieure Unterwasser-Abwehrteams mit Delfinen entwickelten, die ab 1970 erstmals in Vietnam eingesetzt wurden.
1970 erhielt Ridgway ein Stipendium der Marine für ein Studium bei Professor Richard John Harrison an der University of Cambridge in England, wo er 1973 mit der Dissertation Control mechanisms in diving dolphins and seals zum Ph.D. in Neurobiologie promoviert wurde. Anschließend kehrte er zum NMMP zurück, das während seines Aufenthalts in Cambridge nach San Diego umgezogen war. Ridgway wirkte in mehr als 20 Promotionsausschüssen mit und bildete über 30 Tierärzte während seiner Dienstzeit beim NMMP persönlich aus.
Die von ihm betreuten Fachleute arbeiteten später in zoologischen Einrichtungen, an Universitätsfakultäten, beim Militär (wobei einer von ihnen den Rang eines Generals innehat), bei der Regierung und als Astronaut. Ridgway wurde für seine Studien über das Gehör von Meeressäugern zum Mitglied der Acoustical Society of America gewählt und ist zudem Mitglied des American College of Zoological Medicine für seine Arbeit im Bereich der Meeressäugermedizin. Im Jahr 2008 ehrte ihn die Acoustical Society of America auf ihrer 156. Konferenz in Miami, Florida, mit 24 Sondervorträgen über seine Arbeit der letzten 40 Jahre.
Ridgway war Gründungsmitglied und von 1969 bis 1971 Präsident der International Association for Aquatic Animal Medicine (IAAAM). In den 1970er Jahren war er wissenschaftlicher Berater der Marine Mammal Commission und gehörte vier Ausschüssen des National Research Council der National Academy of Sciences an. Zudem war er Mitglied der American Association for the Advancement of Science. Seine Entdeckungen wurden in Büchern, Buchkapiteln und mehr als 350 peer-reviewed Artikeln in führenden Fachzeitschriften wie Science, Nature, Journal of the Acoustical Society of America, Marine Mammal Science und Scientific American veröffentlicht. 1972 erschien Mammals of the Sea – Biology and Medicine, ein Standardwerk über Meeressäuger. Zusammen mit Sir Richard John Harrison gab er von 1984 bis 1999 die sechsbändige Buchreihe Handbook of Marine Mammals heraus, bei der unter anderen die US-amerikanischen Cetologen James G. Mead und Michael Bigg sowie der britische Zoologe Nigel Bonner mitwirkten. 1987 veröffentlichte er seine Autobiographie The Dolphin Doctor: A Pioneering Veterinarian Remembers the Extraordinary Dolphin That Inspired His Career.
Zusammen mit Kurt Benirschke leitete und redigierte Ridgway im Jahr 1975 das Protokoll einer internationalen Konferenz über die Zucht von Delfinen. Diese Tagung unter der Schirmherrschaft der Zoological Society of San Diego stellte die Weichen für eine sich selbst erhaltende Delfinpopulation in nordamerikanischen Einrichtungen. Zudem war Ridgway fünf Jahre lang Mitglied des Kuratoriums der Zoological Society of San Diego und leitete den Ausschuss für Tiergesundheit. Im Jahr 2000 wurde er außerordentlicher Professor für vergleichende Pathologie an der medizinischen Fakultät der University of California, San Diego (UCSD).
Zu seinen Auszeichnungen zählen der Distinguished Alumnus Award der Texas A&M University, College of Veterinary Medicine, der Lifetime and Clinical Medicine Award der International Association for Aquatic Animal Medicine, der Lifetime Membership Award der Society for Marine Mammalogy, der ZooMarine Award der European Association for Aquatic Mammals und zwei Auszeichnungen der Navy, der Gilbert H. Curl Award und der Lauritsen-Bennett Award.
Ridgway heiratete im Jahr 1960. Seine Frau Jeanette Fuller Ridgway, die 2020 starb, hatte einen Doktortitel in Englischer Literatur von der University of California, Los Angeles (UCLA). Sie unterrichtete an der UCLA, der UCSD und der San Diego State University.